# 中铁财务
中铁财务有限责任公司，注册地位于北京，隶属于中国铁路工程总公司。业务性质为综合金融服务。2017年，公司总资产647.66亿元，净资产53.17亿元，净利润5.86亿元。